# Rudolf Schmidt (Maler, 1902)
Rudolf Schmidt (* 7. August 1902 in Meißen; † 1992 ebenda) war ein deutscher Maler, Grafiker und Zeichner.

## Leben und Werk
Schmidt absolvierte eine Lehre als Porzellanmaler an der Meißner Porzellanmanufaktur, u. a. bei Rudolf Hentschel, und studierte von 1924 bis 1931 an der Dresdner Akademie der Bildenden Künste. Danach arbeitete er, unterbrochen durch die Teilnahme am Zweiten Weltkrieg und Kriegsgefangenschaft, freischaffend in Meißen. Das Adressbuch verzeichnete ihn 1939 als Kunstmaler im Haus Rote Stufen 2.
Ab 1949 war er in Nossen Kunsterzieher an der späteren Erweiterten Oberschule Nossen und anschließend in Meißen wieder freischaffend tätig. Er war Mitbegründer und Vorstandsmitglied der Genossenschaft bildender Künstler in Meißen und Riesa. Von 1965 bis etwa 1970 arbeitet er als wissenschaftlicher Assistent in der Albrechtsburg Meißen.
Er war außerdem fünfzehn Jahre lang Dozent an den Volkshochschulen Meißen und Dresden und leitete volkskünstlerische Zirkel, wofür er mehrfach geehrt wurde.
Mehrere Bilder Schmidts befinden sich im Stadtmuseum Meißen.

## Weitere Werkbeispiele
- Fischerhäuser am Ostseestrand (wohl 1926, Aquarell)[2]
- Landschaft bei Meißen mit Schafen (Öl, 53,5 × 75 cm)[3]